# Palazzo Sylos-Vulpano
A Palazzo Sylos-Calò egy bitontói nemesi palota.

## Története
A palota építését 1445-ben rendelte el Giovanni Vulpano, bitontói nemesember. Az épület egy korábbi őrtorony átépítésével készült el, amely valószínűleg 1156-ban épült. A bejárat fölötti évszám tanúsága szerint az építkezést 1501-ben fejezték be. 1734-ig a Vulpano család rezidenciája volt, ezt követően a Sylos család szerezte meg, akivel az előbbiek rokoni viszonyban álltak

## Leírása
Az épület a Nápolyban divatos reneszánsz épületek mintájára épült fel. A homlokzat szabálytalan lefutású, követi az utca vonalát. A bejárat a késő gótika stíluselemeit viseli magán. A bejárat mögött egy boltíves folyosó visz a négyszögletű belső udvarra, az egész épület legdíszesebb részébe, ahol egy történelmi alakokat ábrázoló dombormű fut körbe a falakon. A belső udvar másik látványossága a loggia, amelynek erkélyét egy, a Vulpano családot és kereskedelmi partnereit ábrázoló dombormű díszíti. Az épület belső helyiségeit többször is átépítették, eredeti formájukban csak a felső emeletek maradtak meg. Az utolsó lakóit 1979-ben költöztették ki megromlott állapota miatt.